# سيمون سنايدر
سيمون سنايدر هو سياسي كندي، (و. 1846  م).